# 萊娜·亨切爾

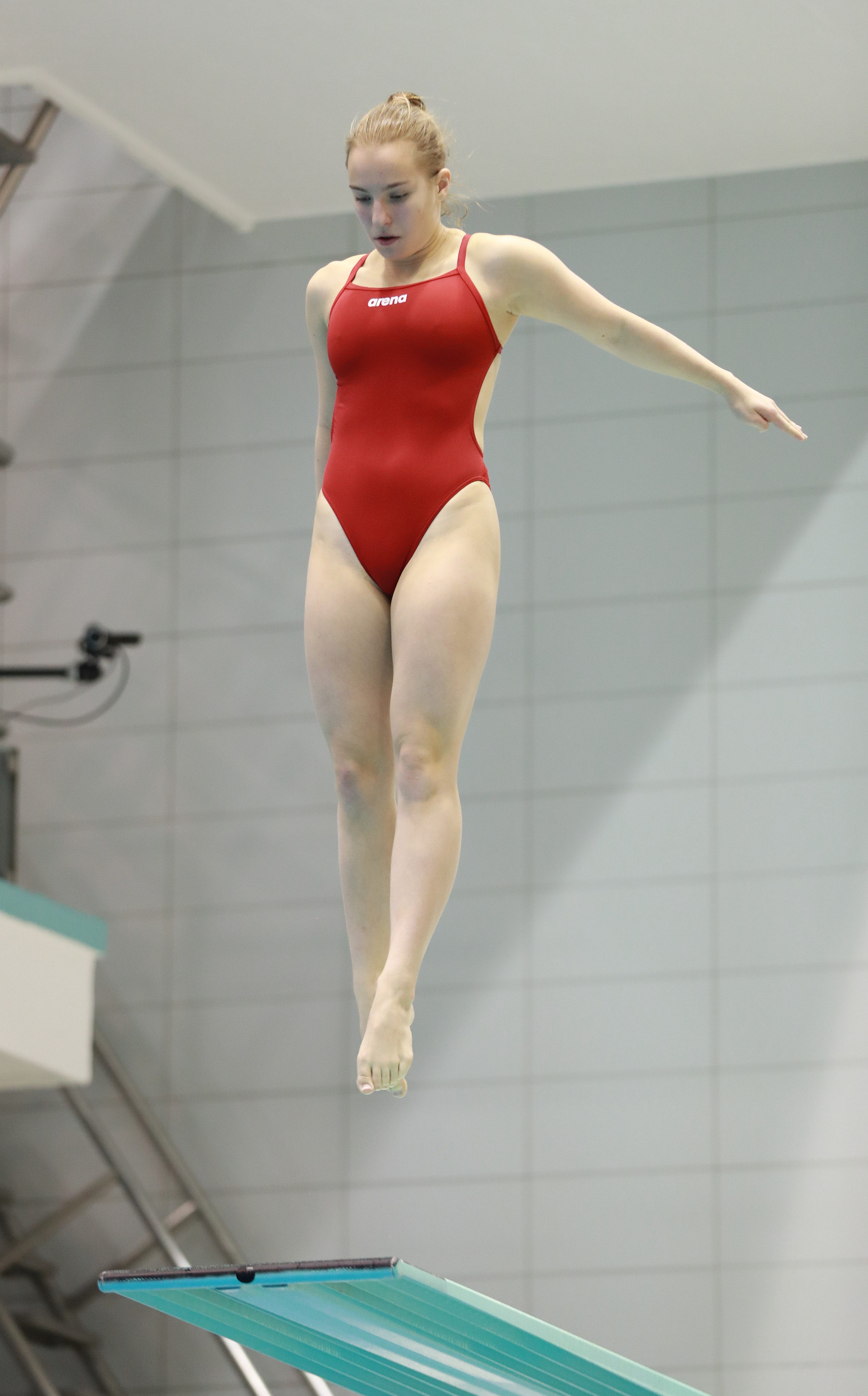
萊娜·亨切爾, 2018

萊娜·亨切爾（德語：Lena Hentschel，2001年6月17日—），德國跳水運動員，她代表德國隊參加了日本舉行的2020年夏季奧林匹克運動會，並且在女子雙人3米跳板比賽上獲得銅牌。